# The Pros and Cons of Hitch Hiking
| 전문가 평가                   | 전문가 평가 |
| 평가 점수                     | 평가 점수   |
| 출처                          | 점수        |
| ----------------------------- | ----------- |
| AllMusic                      | [ 1 ]       |
| Rolling Stone                 | [ 2 ]       |
| The Rolling Stone Album Guide | [ 3 ]       |
| Sputnikmusic                  | [ 4 ]       |

《The Pros and Cons of Hitch Hiking》은 영국의 싱어송라이터 로저 워터스의 첫 번째 솔로 음반이다. 이 음반은 1995년 4월 미국 음반 산업 협회에 의해 미국에서 골드 인증을 받았다.

## 개념 및 제작
이 개념은 원래 1977년에 워터스에 의해 구상되었고 1980년대 초에 다듬어졌다. 완성된 형태로, 그것은 중년기 위기 동안 한 남자의 흩어진 생각들을 중심으로 회전한다. 이것은 그가 캘리포니아를 여행하고, 도중에 태운 히치하이커와 간통하고, 황야로 이동함으로써 아내와 화해하려고 시도하고, 마침내 혼자이지만 공통의 인간 연민에 대한 더 큰 통찰력으로 끝나는 꿈의 여정에서 탐구됩니다. 그 과정에서 그는 또한 다른 두려움과 편집증에 직면했다.
불특정 다수인 새벽 4시 30분 18초부터 5시 12분 32초까지 새벽 시간대에 일어나는 발작적인 꿈으로 전모가 실시간으로 액자에 담겨 있다. 꿈의 끝에서 남자는 외로움을 깨고 후회하며 자신의 위기를 처리한 것으로 추정되는 편안함을 위해 진짜 아내에게 눈을 돌린다.
1978년 7월, 워터스는 자신이 함께 작업한 것의 음악 데모 일부를 연주했지만, 그룹 핑크 플로이드의 나머지 밴드 동료들에게 《Bricks in the Wall》이라는 제목의 또 다른 음반의 일부를 연주하기도 했다. 긴 토론 끝에, 그들은 당시 매니저였던 스티브 오로크가 《The Pros and Cons of Hitch Hiking》이 더 잘 들리는 개념이라고 생각했고, 데이비드 길모어는 《The Pros and Cons of Hitch Hiking》이 음악적으로 더 강하다고 생각했지만 , 대신 《Bricks in the Wall》의 개념을 선호한다고 결정했다.
음, 음반에 대한 아이디어는 이 아이디어의 기초인 《The Wall》에 대한 아이디어와 동시에 나왔습니다. 두 작품을 거의 동시에 썼어요. 그리고 사실, 저는 그들 둘의 데모 테이프를 만들었고, 사실 두 개의 데모 테이프를 핑크 플로이드의 나머지 사람들에게 보여주며, "이것들 중 하나는 솔로 프로젝트로 할 것이고, 하나는 밴드 음반으로 할 것이고, 당신은 선택할 수 있습니다."라고 말했습니다. 이것이 남겨진 것입니다. 음... 제 말은, 그 이후로 굉장히 많이 발전한 것 같아요.— 로저 워터스, 

《Bricks in the Wall》은 1979년 핑크 플로이드 음반이 되었고, 워터스는 《The Pros and Cons of Hitch Hiking》를 발매했다. 1983년 초, 워터스는 보류된 프로젝트에 직접 착수하였다. 이 음반은 1983년 2월부터 12월까지 런던, 올림픽 스튜디오, 엘 파이 스튜디오, 워터스 자신의 당구장에서 녹음되었다. 이 음반에는 지휘자 마이클 카멘, 배우 잭 팰런스의 보컬 재능, 색소폰 연주자 데이비드 샌본, 록과 블루스 기타리스트 에릭 클랩튼이 참여한다.

### 실시간 참고 사항
오리지널 음반은 1984년에 기존의 양면 바이닐 LP와 카세트 형식으로 발매되었다. 워터스의 개념에 따라, 청취자가 녹음을 뒤집거나 카세트를 돌릴 수 있도록 하기 위해 1번과 2번 사이 5초가 누락되어 있어 계획한 대로 정확히 4시 50분에 후반을 시작할 수 있다.
몇 년 후 음반이 CD로 발매되었을 때 의도하지 않은 결과는 이 공백이 계속되는 플레이로 인해 사라졌고, 후반 시작 시간을 오전 4시 49분 55초로 되돌렸고, 마지막 트랙인 오전 5시 11분(The Moment of Clarity)의 시작 시간을 오전 5시 10분 59초로 옮긴 것이다.
첫 번째 면의 6번 트랙인 〈4:47AM (The Remains of Our Love)〉은 실제로 4:46:46에 시작한다.

## 커버 아트
핑크 플로이드의 《The Wall》 음반의 커버 아트와 일부 애니메이션을 만든 제럴드 스카프는 찬반양론 음반의 모든 그래픽과 애니메이션을 만들었다. 커버에는 모델 겸 소프트코어 포르노 배우 린지 드류의 누드 사진이 등장해 논란이 일었다. 원래는 누드를 그대로 유지하고 발매되었지만, 컬럼비아 레코드에 의해 배포된 후속 판들은 블랙 박스로 드류 엉덩이를 검열했다.

## 곡 목록
모든 곡들은 로저 워터스에 의해 작사/작곡하였다.
| #  | 제목                                                 | 재생 시간 |
| -- | ---------------------------------------------------- | --------- |
| 1. | 〈4:30AM (Apparently They Were Travelling Abroad)〉  | 3:12      |
| 2. | 〈4:33AM (Running Shoes)〉                           | 4:08      |
| 3. | 〈4:37AM (Arabs with Knives and West German Skies)〉 | 2:17      |
| 4. | 〈4:39AM (For the First Time Today, Part 2)〉        | 2:02      |
| 5. | 〈4:41AM (Sexual Revolution)〉                       | 4:49      |
| 6. | 〈4:47AM (The Remains of Our Love)〉                 | 3:09      |

| #  | 제목                                                    | 재생 시간 |
| -- | ------------------------------------------------------- | --------- |
| 1. | 〈4:50AM (Go Fishing)〉                                 | 6:59      |
| 2. | 〈4:56AM (For the First Time Today, Part 1)〉           | 1:38      |
| 3. | 〈4:58AM (Dunroamin, Duncarin, Dunlivin)〉              | 3:03      |
| 4. | 〈5:01AM (The Pros and Cons of Hitch Hiking, Part 10)〉 | 4:36      |
| 5. | 〈5:06AM (Every Stranger's Eyes)〉                      | 4:48      |
| 6. | 〈5:11AM (The Moment of Clarity)〉                      | 1:28      |